# NADPH dehidrogenaza
NADPH dehidrogenaza (EC 1.6.99.1, 2 dijaforaza, NADPH dijaforaza, OYE, dijaforaza, dihidronikotinamid adenin dinukleotid fosfat dehidrogenaza, NADPH-dehidrogenaza, -dijaforaza, NADPH2-dehidrogenaza, redukovani nikotinamid adenin dinukleotid fosfat dehidrogenaza, TPNH dehidrogenaza, -dijaforaza, trifosfopiridinska dijaforaza, trifosfopiridin nukleotidna dijaforaza, 2 dehidrogenaza, NADPH:(akceptor) oksidoreduktaza) je enzim sa sistematskim imenom NADPH:akceptor oksidoreduktaza. Ovaj enzim katalizuje sledeću hemijsku reakciju
+ + akceptor {\displaystyle \rightleftharpoons } + + redukovani akceptor
Ovaj enzim je flavoprotein (FMN kod kvasaca, FAD kod biljki).

## Literatura
- Nicholas C. Price; Lewis Stevens (1999). Fundamentals of Enzymology: The Cell and Molecular Biology of Catalytic Proteins (Third изд.). USA: Oxford University Press. ISBN 019850229X.
- Eric J. Toone (2006). Advances in Enzymology and Related Areas of Molecular Biology, Protein Evolution (Volume 75 изд.). Wiley-Interscience. ISBN 0471205036.
- Branden C; Tooze J. Introduction to Protein Structure. New York, NY: Garland Publishing. ISBN 0-8153-2305-0.
- Irwin H. Segel. Enzyme Kinetics: Behavior and Analysis of Rapid Equilibrium and Steady-State Enzyme Systems (Book 44 изд.). Wiley Classics Library. ISBN 0471303097.

## Spoljašnje veze
- NADPH+dehydrogenase на 